# ニックス (お笑いコンビ)
ニックスは、日本のお笑いコンビ。ニチエンプロダクション、漫才協会(真打)、落語協会所属。栃木県宇都宮市出身の実の姉妹で構成される。出囃子は『青い目の人形』。

## メンバー
- ニックス・エミ（相沢 江美。姉、1972年8月27日生）2019年6月、7歳年下の一般男性と結婚[1]。
- ニックス・トモ（相沢 友美。妹、1974年3月4日生）前漫才協会理事。

## 経歴
- 1998年 結成。姉のエミが、妹のトモを誘う。
- 1999年 Wエースに弟子入り。元Wコロンのねづっちは弟弟子(おとうとでし)にあたる。
- 2014年12月より、落語協会に入会。
- 2016年 漫才協会真打昇進。漫才大会での昇進披露に三遊亭円楽、藤波辰爾、テツandトモが駆け付けた[2]。
- 2023年5月より、春風亭一朝一門に所属[3]。

## 概要
- コンビ名の「ニックス」は、アメリカ人である父方の祖父の名前「トーマス・ニックス」から取った。よって本人達はクオーターである[4]。
- デビュー当時のコンビ名は「フラワーII」。弟子入りと同時期に、祖父の名にクオーターの1/4を加えた「ニックス1/4」に改名し、翌年に現在のコンビ名となる。
- 漫才における立ち位置は、客席から見て姉のエミが右。妹のトモが左。ネタの間は姉が妹を「トモちゃん」、妹が姉を「お姉ちゃん」等と呼ぶ。
- 入門5年目に師匠のWエースが相次いで死去し、一時活動の指針を見失うものの、漫才協会・落語協会正会員としての活動に加え、三遊亭楽太郎（後の六代目三遊亭円楽）からも目をかけられ、当人の出演する両国寄席等でネタ見せの機会を増やす。その後、落語協会所属ではあったが六代目円楽一門の内輪に加わった。六代目円楽が2022年9月末に死去した事に伴い、翌2023年5月から春風亭一朝門下の内輪として加わっている。
- あだちエンターテイメントチャレンジャー支援事業、天空寄席を主宰（2011年7月より月1回開催）。
- 2014年「チーム進火RON」立ち上げメンバーとなり、同年12月阿佐ヶ谷シアターシャインにて、「けっ!セラセラセラ～知らなすぎた男～」初公演。シアターシャイン演劇祭2014奨励賞を受賞。

## 出演
- 栃木放送「今日もごきげんこんにちワイド」
- TBS「いいモノ倶楽部・お買物ボカーン」
- FMレインボータウン「大江戸ワイドスーパーあふたぬーん」
- 哀川翔主演 Vシネマ「浅草哀歌　獅子の絆」
- 哀川翔主演 映画「デコトラの鷲」
- テレビ東京「出没!アド街ック天国」浅草編
- かつしかFM「TOKYOモーニングワイド」
- NHK「笑いが一番」
- FMうらやす「シューベルト松田・ニックスのめんそーれゆんたくルーム」
- フジテレビ「愚痴2」（2004年1月2日）
- 日本テレビ「オリラジ経済白書」
- FM南青山「檜山豊の無修正ラジヲ」（2007年5月10日）ゲスト出演
- 日本テレビ「大笑点」（2008年1月1日）
- 日本テレビ「ポシュレデパ深」（2009年）
- 日本テレビ「スッキリ!!」
- NHK「あさイチ」
- JCN足立（現：JCOM足立）「トピためっ!」
- JCOM「漫才大行進!ゲロゲーロ」
- JCOM「イキマチDON!DON!」（2015年1月 - ）